# Michael Olaha
Michael Onyedikachi Olaha (sinh ngày 4 tháng 7 năm 1996) là một cầu thủ bóng đá chuyên nghiệp người Nigeria đang thi đấu ở vị trí tiền đạo cho câu lạc bộ Sông Lam Nghệ An tại V.League 1.

## Sự nghiệp
Năm 2015, Olaha đã ký hợp đồng chuyên nghiệp đầu tiên với câu lạc bộ Abia Warriors của giải bóng đá ngoại hạng Nigeria từ Học viện 
bóng đá Thế hệ mới. Sau khi gây ấn tượng trong mùa giải đầu tiên, anh đã được nhận được lời đề nghị thử việc từ NK Domžale của Slovenia.
Tháng 1 năm 2017, Michael Olaha lần đầu đến Việt Nam thi đấu cho Sông Lam Nghệ An.

Sau 3 năm chia tay Sông Lam Nghệ An để sang Israel thi đấu, Michael Olaha đã có màn tái hợp với đội bóng xứ Nghệ ở V League 2022. Tiền đạo người Nigeria đã có được 3 bàn thắng, 6 kiến tạo. Michael Olaha luôn là một trong những quân bài chủ chốt trên hàng công của đội bóng xứ Nghệ. Tuy nhiên, nếu tiền đạo người Nigeria này tiếp tục không khắc phục các hạn chế thì Sông Lam Nghệ An chỉ đang sở hữu một tiền đạo ngoại binh chất lượng trung bình khá ở mùa giải V.League 2023 và lúc đó huấn luyện viên Huy Hoàng sẽ phải trông chờ vào các nhân tố khác trên hàng công.

## Thống kê sự nghiệp
Tính đến ngày 11 tháng 4 năm 2024
| Câu lạc bộ          | Mùa giải            | Giải đấu               | Giải đấu | Giải đấu | Cúp Quốc gia | Cúp Quốc gia | Khác | Khác | Tổng cộng | Tổng cộng |
| Câu lạc bộ          | Mùa giải            | Hạng                   | Trận     | Bàn      | Trận         | Bàn          | Trận | Bàn  | Trận      | Bàn       |
| ------------------- | ------------------- | ---------------------- | -------- | -------- | ------------ | ------------ | ---- | ---- | --------- | --------- |
| Sông Lam Nghệ An    | 2017                | V League 1             | 25       | 5        | 7            | 3            | —    | —    | 32        | 8         |
| Sông Lam Nghệ An    | 2018                | V League 1             | 26       | 8        | 5            | 1            | 5[a] | 1    | 36        | 10        |
| Sông Lam Nghệ An    | 2019                | V League 1             | 25       | 5        | 1            | 0            | —    | —    | 26        | 5         |
| Sông Lam Nghệ An    | Tổng cộng           | Tổng cộng              | 76       | 18       | 13           | 4            | 5    | 1    | 94        | 23        |
| Hapoel Tel Aviv     | 2019-20             | Israeli Premier League | 15       | 0        | 3            | 1            | —    | —    | 18        | 1         |
| Hapoel Kfar Shalem  | 2020-21             | Liga Leumit            | 34       | 11       | 4            | 3            | —    | —    | 38        | 14        |
| Sông Lam Nghệ An    | 2022                | V League 1             | 22       | 3        | 0            | 0            | —    | —    | 22        | 3         |
| Sông Lam Nghệ An    | 2023                | V League 1             | 18       | 5        | 0            | 0            | —    | —    | 18        | 5         |
| Sông Lam Nghệ An    | 2023–24             | V League 1             | 15       | 5        | 1            | 0            | —    | —    | 16        | 5         |
| Sông Lam Nghệ An    | Tổng cộng           | Tổng cộng              | 55       | 13       | 1            | 4            | 0    | 0    | 56        | 13        |
| Tổng cộng sự nghiệp | Tổng cộng sự nghiệp | Tổng cộng sự nghiệp    | 180      | 42       | 21           | 12           | 5    | 1    | 206       | 51        |

[a] 4 trận 1 bàn tại AFC Cup 2018 và 1 trận tại Siêu Cúp Quốc Gia 2017.